# La clínica del Doctor Cureta
La clínica del Doctor Cureta es una historieta argentina creada por el guionista Jorge Meijide (Meiji) y el dibujante Eduardo Omar Camilongo (Ceo), y publicada en la revista de Buenos Aires Humor Registrado.
El personaje principal es el inmoral Dr. Cureta, que es dueño de una clínica privada, "La Ponderosa", y que vive preocupado solamente por su bienestar económico. 
La historieta fue llevada al cine en 1987 con la película La clínica del Dr. Cureta, dirigida por Alberto Fischerman.